# Сборная Индии по регби
Сборная Индии по регби (англ. India national rugby union team) представляет Индию в международных матчах по регби высшего уровня. По классификации IRB Индия относится к «целевым» странам, развитие регби в которых считается для организации приоритетным. По состоянию на 9 сентября 2019 года Индия занимает 86-е место в рейтинге IRB.
Первый матч сборной состоялся в 1998 году, хотя членом IRB Индия стала только в 2001 году. Лишь спустя три года индийцы одержали первую победу, обыграв принципиальных соперников из Пакистана (56:3). Команда принимала участие в квалификационном турнире к чемпионату мира 2007 года, но потерпела неудачу. Аналогичный результат был достигнут и в следующем отборочном цикле.

## История
Первый матчи на территории Индии состоялись в 1871 году в Калькутте и Мадрасе. Первый документально подтверждённый матч был проведён в Рождество 1872 года, когда команда англичан встретилась с объединённой сборной шотландцев, ирландцев и валлийцев.
Национальная сборная была создана лишь в 1998 году. Индийцы сыграли с Сингапуром и потерпели своё самое крупное на данный момент поражение (0:85). В 2001 году Индия стала членом IRB, а в 2003-м отправилась в турне по Великобритании. Сборная провела три матча с местными командами, все из которых завершились крупными поражениями. Игра против дублирующего состава «Лестер Тайгерс» принесла хозяевам победу со счётом 153:0. Индийцам не удалось занести ни одной попытки за весь тур.
Команда пыталась пройти отбор к французскому кубку мира. Сборная попала в группу «B» третьего дивизиона, где стала второй с одной победой, одной ничьей и одним поражением. Однако этого было недостаточно для продолжения выступлений, так как путёвку в следующий раунд получила только первая команда. С 2008 года Индия вступила в новую отборочную кампанию. На этот раз правила квалификации изменились, и отборочные матчи проходили в рамках Азиатского кубка пяти наций. Индийцы проиграли в первом туре Таиланду, затем переиграв Пакистан с крупнейшим для себя счётом (92:0). В следующий раунд Индия не пробилась.
По словам нескольких эмигрантов армянского происхождения, проживающих в Индии, и тренеров Эймина Шахяни и Давида Парди, значительную часть игроков индийской сборной составляют игроки армянского происхождения — студенты «армянского колледжа и филантропической академии Калькутты». Одним из армянских игроков является Армен Макарян, выступавший за клуб «Ченнай Читаз» и окончивший филантропическую академию Калькутты.

## Результаты
По состоянию на 21 мая 2013 года.
| Соперник       | Матчи | Победы | Поражения | Ничьи | Доля побед |
| -------------- | ----- | ------ | --------- | ----- | ---------- |
| Арабский залив | 1     | 0      | 1         | 0     | 0 %        |
| Гуам           | 3     | 2      | 0         | 1     | 67 %       |
| Иран           | 1     | 0      | 1         | 0     | 0 %        |
| Казахстан      | 3     | 0      | 3         | 0     | 0 %        |
| Китай          | 3     | 1      | 2         | 0     | 33 %       |
| Малайзия       | 4     | 1      | 3         | 0     | 25 %       |
| Пакистан       | 4     | 4      | 0         | 0     | 100 %      |
| Сингапур       | 2     | 0      | 2         | 0     | 0 %        |
| Таиланд        | 7     | 0      | 7         | 0     | 0 %        |
| Тайвань        | 1     | 0      | 1         | 0     | 0 %        |
| Филиппины      | 2     | 1      | 1         | 0     | 50 %       |
| Шри-Ланка      | 2     | 0      | 2         | 0     | 0 %        |
| Всего          | 33    | 9      | 23        | 1     | 27 %       |